# Barbara Yorke
Barbara Anne Elizabeth Yorke (* 1951) ist eine britische Mediävistin.
Nach einem Bachelor-Abschluss 1975 in Geschichte und Archäologie an der University of Exeter, folgte im Jahr darauf ein Master-Abschluss in einem Studiengang zur Archivverwaltung („Archive Administration“) an der University of Liverpool. 1979 wurde sie an ihrer ersten Alma Mater mit einer Arbeit zu Anglo-Saxon Kingship in Practice, 400–899 promoviert. Ab 1977 war sie Dozentin an der University of Winchester und seit 2001 dort Professorin für die frühmittelalterliche Geschichte. Mittlerweile ist sie emeritiert.
Als ihr Forschungsgebiet gibt sie die frühmittelalterliche britische Geschichte, insbesondere das Königtum, Religion und Konversion, Wessex und das Leben von Frauen, sowie „Anglo-Saxonism“ des 19. Jahrhunderts an.
Sie ist verheiratet mit Robert Yorke, Archivar am Londoner College of Arms und Beiträger zum Oxford Dictionary of National Biography.

## Schriften
- als Herausgeberin: Bishop Æthelwold. His Career and Influence. The Boydell Press, Woodbridge 1988, ISBN 0-85115-484-0.
- Kings and Kingdoms of early Anglo-Saxon England. Seaby, London 1990, ISBN 1-85264-027-8.
- Wessex in the early Middle Ages (= Studies in the Early History of Britain.). Leicester University Press, London u. a. 1995, ISBN 0-7185-1856-X.
- The Anglo-Saxons. Sutton, Stroud 1999, ISBN 0-7509-2220-6.
- Nunneries and the Anglo-Saxon Royal Houses. Continuum International, London 2003, ISBN 0-8264-6040-2.
- The Conversion of Britain. Religion, Politics and Society in Britain c.600–800. Longman, Harlow u. a. 2006, ISBN 0-582-77292-3.